# Torre Carmelet

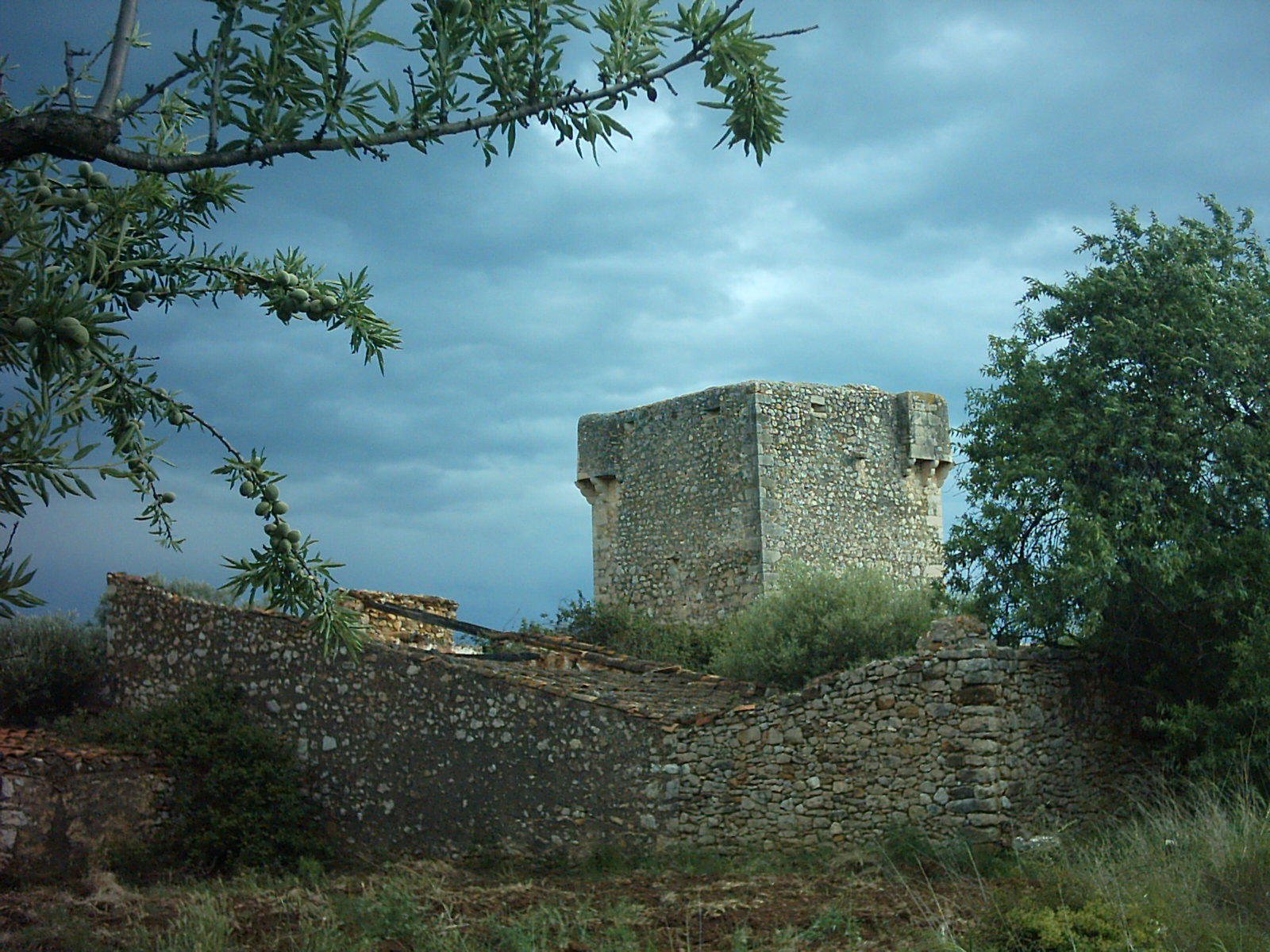
Torre Carmelet

La llamada Torre Carmelet, es una torre que se encuentra ubicada en la Ribera de Cabanes, en el denominado “Camino de las Torres”, por conducir a dos de ellas, la que nos ocupa (Carmelet) y la de Torre de los Gatos, además de a la iglesia fortificada de Albalat y al castillo del mismo nombre; en el municipio de Cabanes, comarca de la Plana Alta, provincia de Castellón.
Como su nombre indica se trata de una torre, datada entre los siglos XV y XVI, típico ejemplo de torre defensiva, que por declaración genérica, está catalogada como Bien de Interés Cultural, según consta en la Dirección General de Patrimonio Artístico de la Generalidad Valenciana, presentando anotación ministerial número R-I-51-0010750, y fecha de anotación 24 de abril de 2002.

## Descripción histórico-artística
Hay diferencias de opinión entre los expertos a la hora de conceptualizar el conjunto de torres que se hallan dispersas por el municipio de Cabanes, tales como son las torres de Carmelet, de la Sal, del Carmen o la de los Gatos. Mientras que algunos autores consideran que se tratan de torres que formaban parte de masías fortificadas, muy típicas por estas tierras en los siglos en los que se data su construcción (siglos XV, XVI). En cambio, otros, atendiendo a los resultados de los estudios de los restos y al hecho de encontrarse en las proximidades de alguna de las fortalezas de la zona (como es el caso del Castillo de Albalat), consideran más adecuado catalogarlas como torres vigías pertenecientes a las defensas de las mencionadas fortalezas.
Actualmente se encuentra rodeada de campos de árboles frutales, presentando una edificación anexa, de fábrica de mampostería, que es utilizada hoy en día como almacén de uso agrícola.
Sus características son bastante similares a las otras torres que se encuentran en sus proximidades, "Els Gats", "La Sal" y "Del Carmen".
Presenta planta cuadrada y tres plantas. Pose garitas, al menos en dos de las esquinas opuestas y un matacán, que se sitúa en la fachada sudeste, junto a la puerta de acceso, la cual presenta una ventana cuadrada sobre ella, bajo la cual se encuentra el escudo nobiliario de los Banyuls (el cual es toda su ornamentación). La mencionada puerta de entrada se encuentra a ras de suelo y es adintelada. Presenta refuerzo con unas chapas de hierro sujetas con clavos de forja, que permiten contar hasta una docena de impactos de balas de plomo de grueso calibre. Destaca en el espesor de sus muros la presencia de unos cojinetes de madera, los cuales debían emplearse para encajar las baldas de madera originales que se utilizaban para atrancar la puerta una vez cerrada.

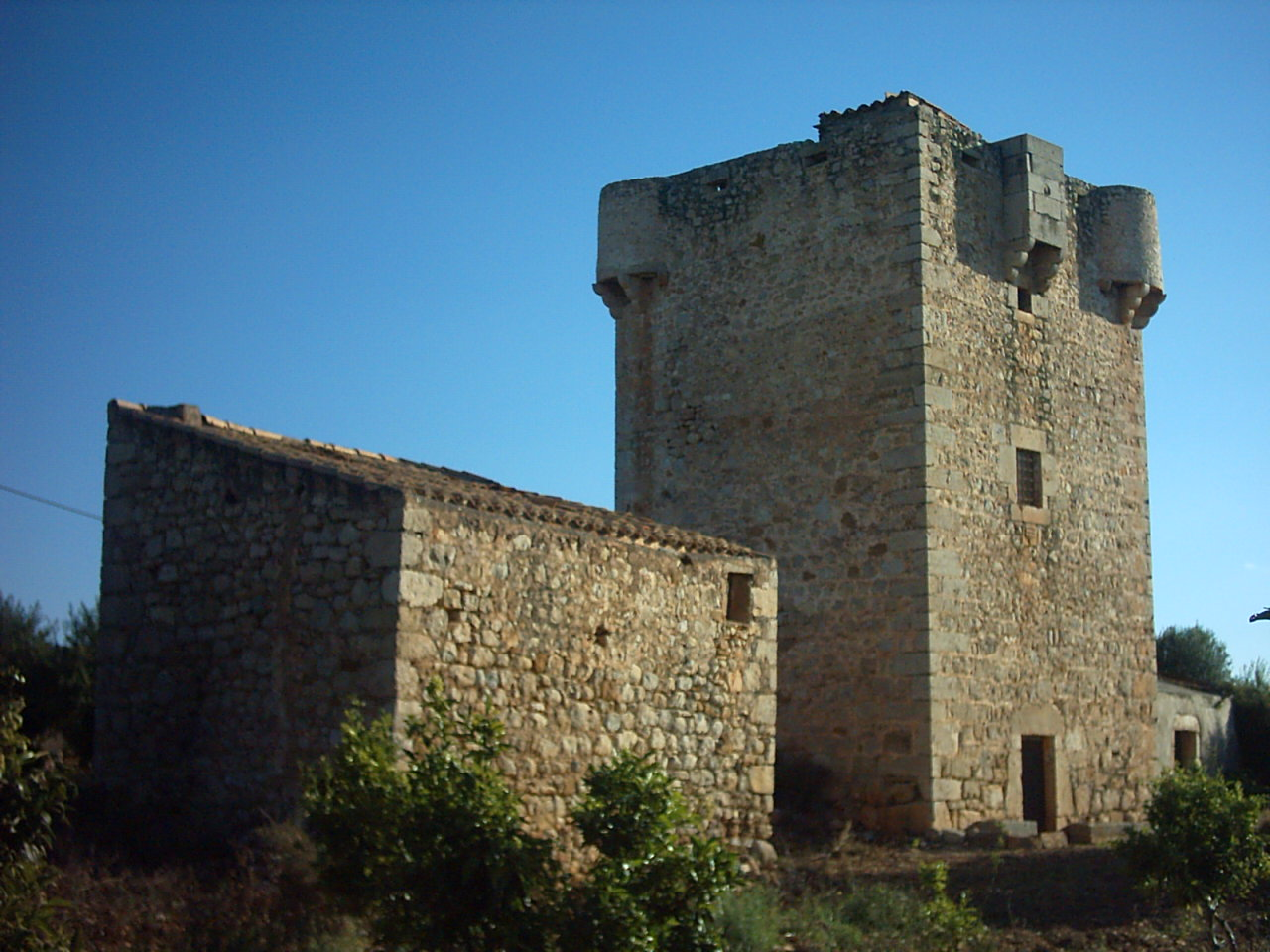
Torre del Carmelet o torre de La Pedrera.

Pueden apreciarse en la cubierta aspilleras apaisadas. La torre es de mampostería, con las esquinas y los recercados de la puerta y ventana de sillares.